# The Simpsons Spin-Off Showcase
The Simpsons Spin-Off Showcase, llamado Las series secuela de Los Simpson en España y El repertorio de refritos de Los Simpson en Hispanoamérica, es el penúltimo episodio perteneciente a la octava temporada de la serie animada Los Simpson, estrenado originalmente el 11 de mayo de 1997. Fue escrito por David S. Cohen, Dan Greaney y Steve Tompkins, y Ken Keeler tuvo la idea de la historia. Fue dirigido por Neil Affleck, y las estrellas invitadas fueron Tim Conway, Gailard Sartain y Phil Hartman.
El episodio trata sobre capítulos pilotos de series de televisión no existentes, derivadas de Los Simpson. Es una parodia de la tendencia de las cadenas televisivas de tratar de encontrar una razón para explotar los personajes de una serie que tenga éxito.

## Sinopsis
El episodio comienza con el anfitrión Troy McClure, presentando tres cortos que tienen personajes de la serie.

### Chief Wiggum, P.I
En Hispanoamérica: El jefe Górgori: Detective Privado

En España: Wiggum, detective privado
Todo comienza cuando el jefe de policía Clancy Wiggum y su hijo Ralph se mudan a Nueva Orleans con Seymour Skinner, "El Flaco", como asistente de Wiggum, y se desarrolla una especie de drama policial. Luego de que Wiggum proclame que iba a "limpiar la ciudad'", Ralph es secuestrado por un villano, Big Daddy. Wiggum lo persigue y logra salvar a Ralph, sin embargo, deja escapar al maleante, sintiendo que se lo volvería a encontrar la semana siguiente "en una aventura más sexy e interesante".
En el corto, la familia Simpson aparece en papel de estrellas invitadas, en el desfile de Mardi Gras que se realizaba en Nueva Orleans.

### The love-matic Grampa
En Hispanoamérica: El Abuemático del amor
 En España: El abuelo amor-mático
El corto tiene un estilo de las comedias norteamericanas, y trata sobre la vida amorosa de Moe. Todo comienza cuando el tabernero recibe consejos del espíritu del Abuelo, quien había muerto aplastado por unas latas en un supermercado, y había terminado dentro de la Máquina Del Amor de Moe luego de perderse durante su camino al cielo. 
Luego de que una joven ingresara al bar, Moe la invita a salir, y van a cenar a un restaurante. Moe lleva la máquina al lugar y la deja en el baño para pedirle consejos, pero unos vándalos la destruyen. Betty, la joven, termina descubriendo que Moe estaba recibiendo consejos amorosos, y, en lugar de enojarse con él, se siente halagada. En el corto aparece Homer como estrella invitada.

### The Simpson Family Smile-Time Variety Hour
En Hispanoamérica: El Espectáculo cómico-irónico-musical de Los Simpson
En España: La hora de variedades de la familia Simpson
Homer, Marge, Bart, y Maggie aparecen en un show de comedia musical, cantando varias canciones y segmentos. Según Troy McClure (el anfitrión), Lisa había rechazado participar en el corto, por lo que una joven modelo rubia la había reemplazado. 
En general, el segmento es una parodia del programa norteamericano "The Brady Bunch Variety Hour". Las canciones interpretadas por la familia son: 
- "I Want Candy" de The Strangeloves
- "Peppermint Twist" de Joey Dee and the Starlighters
- "Whip It" de Devo
- "Lollipop" de The Chordettes.

Troy hace finalizar el especial con una reflexión sobre el futuro de los Simpson, en donde se ven situaciones excéntricas y poco probables, como Homer transformando a Lisa en un sapo con poderes mágicos, Bart descubriendo que tiene dos hermanos gemelos, Selma casándose con Lenny, Bumblebee Man e Itchy.